# Middelalderens klædehistorie i Danmark
Middelalderens klædedragter i Danmark dækker over det tøj, som blev båret i og omkring de danske områder i middelalderen og klædernes udvikling.
Klæde er en skandinavisk betegnelse for de middelalderlige vævede tekstiler, der blev produceret og eksporteret til hele Europa, men ordet bliver også brugt om tekstiler generelt. Danske klæder blev både lavet til eget brug og handel og importeret fra de store klædemarkeder rundt om Østersøen. I den danske middelalder blev klædehåndværket til et erhverv, og handel med klæde kunne være en lukrativ forretning. Noble herrer og damer kunne betale for at adskille sig fra almuen og vise deres pragt i silke, skarlagen og guldklæde. Klædet i middelalderen var en standsmarkør, men markerede i lige så høj grad køn, religion og ægteskabelig status.
Klædeforskningen i Danmark er et interdisciplinært forskningsområde for historikere, arkæologer, kunsthistorikere, tekstileksperter og håndværkere. Forskningen stiller spørgsmål om produktion, handel og mode. De er svære at besvare, da der både mangler forskning og danske middelalderkilder.